# Schoenocaulon calcicola
Schoenocaulon calcicola är en nysrotsväxtart som beskrevs av Jesse More Greenman. Schoenocaulon calcicola ingår i släktet Schoenocaulon och familjen nysrotsväxter. Inga underarter finns listade.